# Daniel Crowley
Daniel Patrick Crowley (Coventry, 3 agosto 1997) è un calciatore inglese con cittadinanza irlandese, centrocampista del Notts County.

## Caratteristiche tecniche
È un trequartista.

## Carriera

### Club
Ha esordito l'8 agosto 2015 con la maglia del Barnsley in un match di Football League One perso 3-1 contro il Chesterfield.

### Nazionale
Ha giocato sia nelle nazionali giovanili inglesi che in quelle irlandesi.

## Statistiche

### Presenze e reti nei club
Statistiche aggiornate al 7 luglio 2017.
| Stagione        | Squadra         | Campionato      | Campionato | Campionato | Coppe nazionali | Coppe nazionali | Coppe nazionali | Coppe continentali | Coppe continentali | Coppe continentali | Altre coppe | Altre coppe | Altre coppe | Totale | Totale | Totale |
| Stagione        | Squadra         | Comp            | Pres       | Reti       | Comp            | Pres            | Reti            | Comp               | Pres               | Reti               | Comp        | Pres        | Reti        | Pres   | Reti   |        |
| --------------- | --------------- | --------------- | ---------- | ---------- | --------------- | --------------- | --------------- | ------------------ | ------------------ | ------------------ | ----------- | ----------- | ----------- | ------ | ------ | ------ |
| 2015            | Barnsley        | FL1             | 11         | 0          | FACup+CdL+FLT   | 0+1+1           | 0+1+0           |                    | -                  | -                  |             | -           | -           | 13     | 1      |        |
| 2016            | Oxford Utd      | FL1             | 6          | 2          | FACup+CdL+FLT   | 0+2+3           | 0+1+0           |                    | -                  | -                  |             | -           | -           | 11     | 3      |        |
| gen.-giu. 2017  | Go Ahead Eagles | ERE             | 16         | 2          | CO              | 0               | 0               |                    | -                  | -                  |             | -           | -           | 16     | 2      |        |
| Totale carriera | Totale carriera | Totale carriera | 33         | 4          |                 | 7               | 2               |                    | -                  | -                  |             | -           | -           | 40     | 6      |        |

## Palmarès

### Club

#### Competizioni nazionali
- Football League One: 1

Hull City: 2020-2021